# التراث الفقهي الجزائري
يقصد بالتراث الفقهي الجزائري مجموع الفتاوى التي صدرت عن المجلس العلمي للإفتاء التابع لوزارة الشؤون الدينية الجزائرية الذي تم تأسيسه سنة 2014 وعقد أول اجتماع له أيام 18 و 19 يونيو 2014.
ولحد الآن أفتى المجلس:
1. تحريم صعق الدواجن قبل ذبحها وتحريم أكل لحوم هاته الدواجن
2. إلغاء القرض الحسن المعمول به حاليا وتعويضه إما بتمليك فوري للمستفيد أو الاستثمار المنتهي بالتمليك
3. جواز الحج هذا الموسم رغم تهديد فيروس كورونا مع لزوم اتخاذ التدابير الوقائية

## اتظر أيضاً
- المجلس العلمي للإفتاء
- المجمع الفقهي الجزائري
- ملتقى الفقه المالكي
- اللجنة الوطنية لمراقبة الأهلة